# Marie av Rumänien
Marie av Rumänien, född 6 januari 1900 i Gotha, död 22 juni 1961 i London, var drottning av Jugoslavien 1922–1934. Gift 8 juni 1922 med kung Alexander I av Jugoslavien. Hon var dotter till Ferdinand I av Rumänien och Marie av Edinburgh.

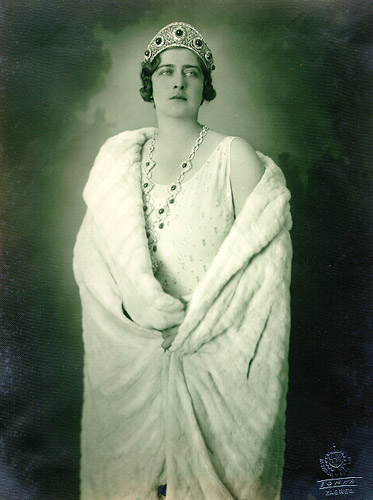
Drottning Maria i yngre dagar.

## Biografi
Marie mötte Alexander av Jugoslavien på slottet Peleş, där den rumänska kungafamiljen brukade tillbringa sin fritid, på en julmiddag 1922. Paret blev förälskade i varandra, och deras bröllop ansågs ha en viktig politisk betydelse genom Maries familjeband med det brittiska kungahuset. Vigseln ägde rum i Belgrad. Vid denna tid var det kungliga residens som Alexander hade börjat uppföra för dem i huvudstaden inte beboeligt, så paret bodde tillsvidare på en gård utanför staden. Marie gjorde sig där populär genom att sitt naturliga sätt att umgås med gårdens bönder, klädd i folkdräkt.  
Marie blev populär under sin tid som drottning i Jugoslavien. Medan Alexander ägnade sig åt politik, blev hennes uppgift och roll att ägna sig åt välgörenhetsarbete. Hon samarbetade med religiösa välgörenhetsorganisationer och stiftelser för ekonomisk hjälp åt fattiga familjer, grundade skolor för att göra det möjligt för böndernas barn att utbilda sig och stiftade stipendier för fattiga studenter. Marie spelade en viktig representativ roll, åtföljde Alexander på de offentliga representationsresorna i landet, uppvisade en nära kontakt med allmänheten och lät även sina barn leka med böndernas barn.  
År 1934 mördades Alexander vid ett attentat i Marseille under ett statsbesök i Frankrike. Marie stannade i Jugoslavien för att uppfostra sina barn och bevaka sin son Peter II:s rätt till tronen gentemot hennes svåger, prins Paul av Jugoslavien, som blev landets regent fram till Peters myndighetsdag. Prins Paul gav henne och barnen ett mycket stort underhåll, men Marie använde bara en fjärdedel av det och donerade i stället resten till välgörenhet, främst organisationer till vård av sjuka barn. 
År 1939 flyttade Marie till en egendom i Gransden i Bedfordshire norr om London i Storbritannien. Hon tog med sig sina två yngre barn, men lämnade kvar sin äldste son Peter II i Jugoslavien. Enligt ryktet berodde hennes flytt på meningsskiljaktigheter med prins Paul och dennes hustru Olga, men det officiella skälet var hennes tilltagande ledsjukdomar. Vid den tyska ockupationen av Jugoslavien 1941 kom även hennes äldste son Peter II till henne i Storbritannien. Marie ville återvända till Jugoslavien, men detta var vid den tidpunkten inte möjligt. Hon engagerade sig då i Röda Korset och lät skicka matpaket till jugoslaviska krigsfångar. 
Marie levde resten av sitt liv i Storbritannien. Hon köpte senare en gård i Kent och ägnade sig företrädesvis åt jordbruk. På 1950-talet studerade hon också konst och deltog i en del utställningar med sina egna verk.

## Barn
- Peter II av Jugoslavien (6 september 1923 – 3 november 1970), gift med Alexandra av Grekland
- Tomislav (19 januari 1928 – 12 juli 2000), gift med 1) Margarita av Baden, 2) Linda Bonnay
- Andreas (28 juni 1929 – 7 maj 1990), gift med 1) Christina av Hessen, 2) Kira av Leiningen, 3) Eva Marie Angelkovic